# サリーナス (ドミニカ共和国の村)

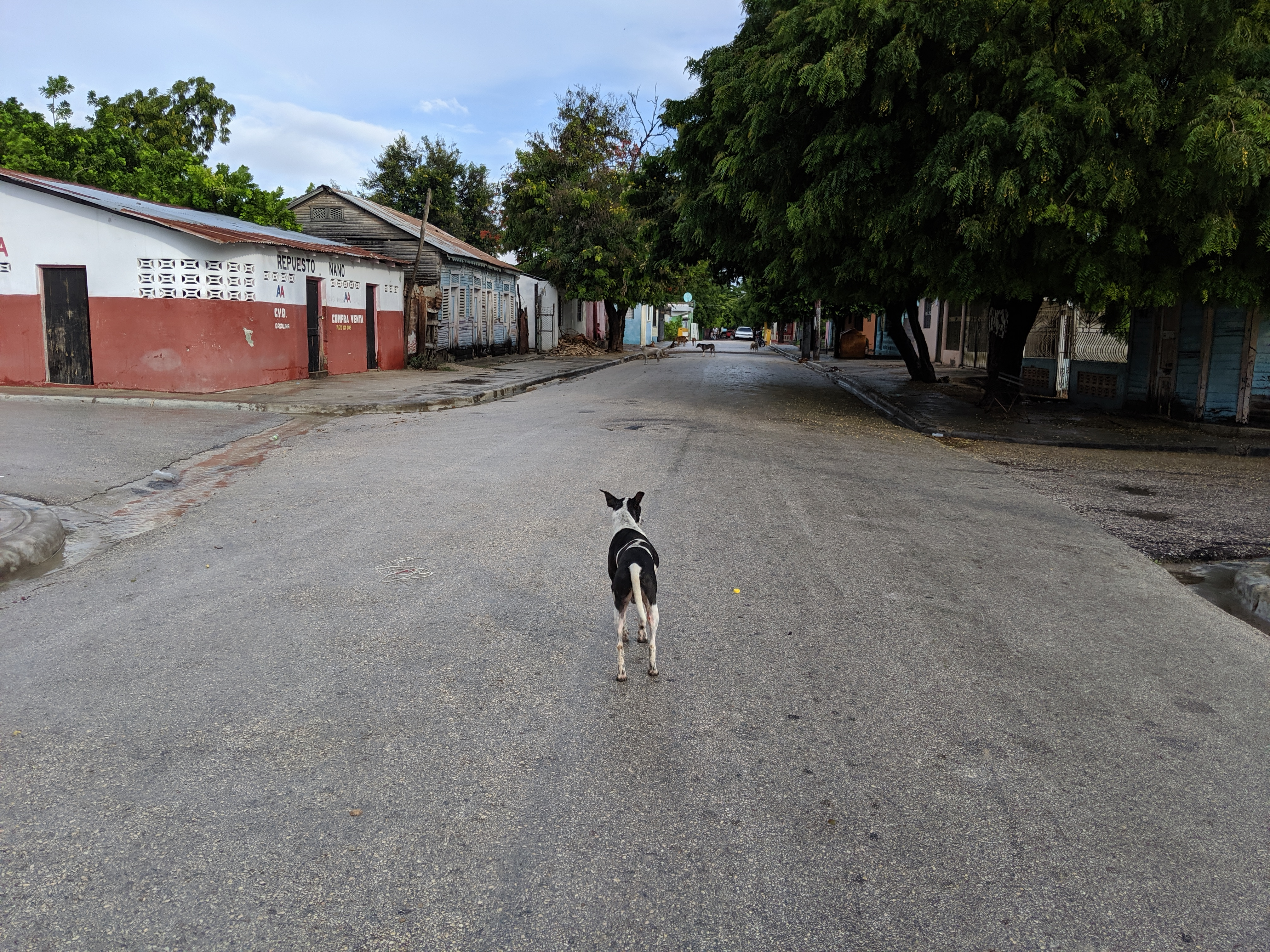
サリーナスの道路。

サリーナス（Las Salinas）は、ドミニカ共和国のバラオーナ州に存在する町。町の名称の由来はスペインにある「サリーナ」という塩鉱山であり、かつては塩の採掘で知られていた。

## 文化
夜になると、町のほとんどで大きな音で面白い夜の歓楽を聞くことができる。音楽とダンスはドミニカの文化の中でも重要な要素であり、サリナスも例外ではない。音楽では特に デンボー、バチャータ、メレンゲ、レゲトンが極めて人気である。
また、多くの人がバイクに乗ったり路上で手品をしたりして楽しんでいる。最も人気のあるスポーツはバレーボール、バスケットボール、野球。

## 料理
サリーナスにはたくさんの個性豊かな料理があり、多くのディナーはトストーネまたはマングーの形式でバナナを使う傾向がある。人気のある料理は他にもアベナ（チョコレートのオートミール）、スパゲッティ、目玉焼き、ドミニカサラミなどがある。

## 言語
普通のスペイン語とドミニカのスペイン語を比較すると多くの違いがある。

## 5α-還元酵素欠損症
サリーナスには、希少疾患である5-α-レダクターゼ欠損症の子供が多くいることで有名である。具体的には、出生時には Y染色体と男性の内臓を持っているにも関わらず、女性のような容姿を持つ傾向があり、思春期までは女子として育つが、男性ホルモンの発生が原因で男性化し、実際の性別が明らかになるというものである。性別が明らかになった時点で性別を切り替え、男子として育つ。この事例については、サリーナスでは十分に一般的な出来事であり、町民はそれに慣れているためあまり心配されない。これらの男子は「12歳の卵（精巣）」を意味する俗語を組み合わせ、「guevedoces」と呼ばれる 。